# ويليام ماكسويل وود
ويليام ماكسويل وود (بالإنجليزية: William Maxwell Wood)‏ هو جراح وضابط أمريكي، ولد في 27 مايو 1809 في بالتيمور في الولايات المتحدة، وتوفي في 1 مارس 1880 في أوينغس ميلس في الولايات المتحدة.